# Coryphophylax
Coryphophylax – rodzaj jaszczurek z podrodziny Draconinae w obrębie rodziny agamowatych (Agamidae).

## Zasięg występowania
Rodzaj obejmuje gatunki występujące na Andamanach i Nikobarach.

## Systematyka

### Etymologia
Coryphophylax: gr. κορυφη koruphē „czubek głowy”, od κορυς korus, κορυθος koruthos „hełm”; φυλαξ phulax „obserwator, strażnik”, od φυλασσω phulassō „czuwać”.

### Podział systematyczny
Do rodzaju należą następujące gatunki:
- Coryphophylax brevicauda Harikrishnan, Vasudevan, Chandramouli, Choudhury, Dutta & Das, 2012
- Coryphophylax subcristatus (Blyth, 1860)